# Placosaris coorumba
Placosaris coorumba là một loài bướm đêm trong họ Crambidae.